# Hermann Muthesius
Hermann Muthesius, celým jménem Adam Gottlieb Hermann Muthesius (20. dubna 1861 Großneuhausen, Durynsko – 29. října 1927 Berlín) byl německý architekt, teoretik a diplomat počátku 20. století. Do povědomí veřejnosti vstoupil zejména pro podporu idejí anglického hnutí Arts and Crafts a později nastupujícího německého modernismu.

## Život a začátek kariéry
Narodil se 20. dubna 1861 ve vesnici Großneuhausen nedaleko Erfurtu. Již v útlém věku čerpal ze zkušeností svého otce, který byl stavitelem. Po vojenské službě a dvou letech studia filozofie a dějin umění na Humboldtově univerzitě se v roce 1883 zapsal ke studiu architektury na Technické univerzitě v Berlíně.
Po dokončení studií odcestoval do Asie. V letech 1887–1891 pracoval pro německou stavební firmu Ende & Böckmann v Tokiu. Právě zde mohl sledovat dokončení své první stavby, německého evangelického kostela v novogotickém stylu. V roce 1891 se vrátil do Německa a pracoval pro Pruské ministerstvo veřejných prací, poté studoval v Itálii a téměř dva roky byl zaměstnán jako editor dvojice stavitelských časopisů.

## Kariéra v Londýně
V letech 1896–1903 působil jako technický atašé pro architekturu na německém velvyslanectví v Londýně. Tato příležitost mu umožnila pozorovat zvyky a způsoby Britů zblízka. V následujících šesti letech se zaměřil na zkoumání britské rezidenční architektury, domácího životního stylu a designu. Tuto svou práci završil vydáním svého doposud nejznámějšího teoretického díla Anglický dům, které vyšlo v letech 1904 a 1905. Ačkoli jeho škála zájmů byla široká, pozornost věnoval především filozofii a idejím anglického hnutí Arts and Crafts, jehož důraz na funkci, skromnost a individualitu vnímal jako alternativu k okázalému historismu a posedlosti ornamenty v německé architektuře 19. století. Během svého pobytu ve Spojeném království navštívil i Glasgow, jednak aby prozkoumal inovativní práci Glasgow School, například návrhy Charlese Rennie Mackintoshe, a dále pak kvůli psaní o domech, které byly dílem Williama Bidlakea.
Také psal o projektu architekta Charlese Rennie Mackintoshe – Glasgow's Willow Tearooms – pro vydání časopisu Dekorative Kunst publikované v roce 1905. Toto vydání bylo téměř zcela věnováno čajovně, kterou pro slečnu Catherine Cranstonovou, podnikatelku a dceru obchodníka s čajem, vytvořil Mackintosh v Glasgow. Sám Muthesius řekl, že „dnes může každý návštěvník Glasgow odpočívat tělem a duší v čajovně slečny Cranstonové a za pár pencí pít čaj, dát si snídani a snít o tom, že je v říši pohádek.” Současně bědoval nad nedoceněnou snahou Mackintoshe o „držení praporu krásy v této husté džungli ošklivosti.” Mimo jiné budoval kariéru právě jako autor knih a článků. Za svůj život vydal přes 500 článků a teoretických spisů. V těch předkládal své nápady a postřehy.

## Návrat do Německa
Do Německa se vrátil v roce 1904 a etabloval se jako architekt v soukromé praxi, přičemž si zachoval roli oficiálního poradce pruské vlády se zaměřením na reformu vzdělávání v oblasti umění a designu, kde chtěl dosáhnout toho, aby byl kladen větší důraz na školení v dílnách. Během následujících dvou desetiletí navrhl řadu domů po celém Německu, přičemž čerpal z principů a praktik vysvětlených ve své slavné knize. Do této doby byl široce uznáván jako obdivovatel anglické kultury, ale to ho také vystavilo obviněním ze zaujetí a neloajálnosti. V roce 1907 byl na přednášce v Berlíně obviněn sdružením Fachverband für die wirtschaftlichen Interessen des Kunstgewerbes („Sdružení pro ekonomické zájmy umění a řemesel”) za kritiku kvality německých průmyslových výrobků. Výsledná diskuse vedla k tomu, že několik vlivných návrhářů a průmyslníků vystoupilo ze sdružení a založilo Deutscher Werkbund, jehož cílem bylo dosáhnout nejvyšších standardů designu v sériové výrobě.
Deutscher Werkbund v budoucnu ovlivnil rané kariéry Le Corbusiera, Waltera Gropia a Ludwiga Miese van der Rohe. Hermann Muthesius byl v mnoha ohledech jeho duchovním otcem a sloužil jako jeho předseda od roku 1910 do roku 1916. Byl také jedním z hlavních architektů, kteří se podíleli na výstavbě prvního německého zahradního města anglického typu, Hellerau na předměstí Drážďan, založeného v roce 1909. Jeho založení úzce souviselo také s činností Deutscher Werkbund. Mezi mnoha jeho zaměstnanci byl německý socialistický urbanista Martin Wágner, který ve velkém měřítku aplikoval lekce zahradního města na Berlín v letech 1924 až 1932.
Muthesius pokračoval v navrhování domů a psaní o domácí architektuře až do roku 1927.

## Osobní život
Oženil se s německou módní návrhářkou a zpěvačkou Annou Trippenbachovou. Trippenbachová psala o anti-módě a o tom, jak německý oděvní průmysl vykořisťuje ženy. Její kniha je dodnes považována za důležitý příspěvek k hnutí Artistic Dress. Během pobytu v  Londýně rozšířil pár okruh svých přátel a známých o tak významná jména, jako byl například již zmíněný Mackintosh. Ten se v roce 1904 stal kmotrem jejich syna Eckarta a navrhl pro něj sadu příborů.
Zemřel v roce 1927 při autonehodě

## Významné stavby
- radiostanice v Nauenu (1917–1919)
- Freudenbergův dům v Berlíně (1907–1908)
- Neuburgova vila v Litoměřicích (1927)
- Landhaus Eduard Bernhard v Berlíně (1905–1906)
- Haus Klamroth v Halberstadtu (1910–1911)
- Herrenhaus Wendgräben u Loburgu (1910–1912)
- Landhaus von Strombeck Harleshausen u Kasselu (1911)

## Výběr z literární činnosti
- Stilarchitektur und Baukunst (1902)
- Das englische Haus (1904)
- Wie baue ich mein Haus (1915)
- Kleinhaus und Kleinsiedlung (1920)